# 上台增五
天貓座35，又名BD+44 1794，HD 75506、SAO 42576、HR 3508，是天貓座的一颗恒星，视星等为5.15，位于銀經177.19，銀緯39.64，其B1900.0坐标为赤經8h 45m 14.2s，赤緯+44° 39.64′ 56″。